# Skaergaardit
Skaergaardit ist ein sehr selten vorkommendes Mineral aus der Mineralklasse der „Elemente (einschließlich natürliche Legierungen, intermetallische Verbindungen, Carbide, Nitride, Phosphide und Silicide)“ mit der chemischen Zusammensetzung PdCu und ist damit chemisch gesehen eine natürliche Legierung aus Palladium und Kupfer im Verhältnis von 1 : 1.
Skaergaardit kristallisiert im kubischen Kristallsystem, konnte bisher aber nur in Form winziger Tröpfchen oder isometrischer, abgerundeter Körner von 2 bis 75 mm Größe gefunden werden. Das Mineral ist in jeder Form undurchsichtig (opak) und zeigt auf den Oberflächen der stahlgrauen Kristalle einen deutlich metallischen Glanz.

## Etymologie und Geschichte
Erstmals entdeckt wurde Skaergaardit in der gleichnamigen Intrusion im Kangerlussuaq-Komplex in der grönländischen Qeqqata Kommunia. Die Erstbeschreibung folgte 2004 durch N. S. Rudashevsky, A. M. McDonald, L. J. Cabri, T. F. D. Nielsen, C. J. Stanley, Yu. L. Kretzer und V. N. Rudashevsky, die das Mineral nach dessen Typlokalität benannten.

## Klassifikation
In der veralteten 8. Auflage der Mineralsystematik nach Strunz war der Skaergaardit noch nicht aufgeführt.
In der zuletzt 2018 überarbeiteten Lapis-Systematik nach Stefan Weiß, die formal auf der alten Systematik von Karl Hugo Strunz in der 8. Auflage basiert, erhielt das Mineral die System- und Mineralnummer I/A.14-100. Dies entspricht der Klasse der „Elemente“ und dort der Abteilung „Metalle und intermetallische Verbindungen“, wo Skaergaardit zusammen mit Damiaoit, Hongshiit, Iridium, Kitagohait, Palladium, Platin, Rhodium und Yixunit eine unbenannte Gruppe mit der Systemnummer I/A.14 bildet.
Die von der International Mineralogical Association (IMA) zuletzt 2009 aktualisierte 9. Auflage der Strunz’schen Mineralsystematik ordnet den Skaergaardit in die Klasse der „Elemente“ und dort in die Abteilung „Metalle und intermetallische Verbindungen“ ein. Hier ist das Mineral in der Unterabteilung „PGE-Metall-Legierungen“ zu finden, wo es zusammen mit Hongshiit eine unbenannte Gruppe mit der Systemnummer 1.AG.45 bildet.
In der vorwiegend im englischen Sprachraum gebräuchlichen Systematik der Minerale nach Dana hat Skaergaardit die System- und Mineralnummer 01.02.13.01. Das entspricht der Klasse der „Elemente“ und dort der Abteilung „Elemente“. Hier findet er sich innerhalb der Unterabteilung „Elemente: Platingruppenmetalle und -legierungen“ als einziges Mitglied in der Gruppe „Caesiumchloridstruktur (Raumgruppe Pm3m)“.

## Chemismus
Die theoretische Zusammensetzung von PdCu besteht zu 62,61 % aus Palladium und zu 37,39 % aus Kupfer. Die Analyse von insgesamt 311 Proben mithilfe der Elektronenmikrosonde ergab allerdings verschiedene Fremdbeimengungen wie 1,12 % Platin (Pt), 2,23 % Gold, 3,85 % Eisen, 1,46 % Zink, 1,08 % Zinn, 0,28 % Tellur und 0,39 % Blei.

## Kristallstruktur
Skaergaardit kristallisiert kubisch in der Raumgruppe Pm3m (Raumgruppen-Nr. 221) mit dem Gitterparameter a = 3,0014(2) Å sowie einer Formeleinheit pro Elementarzelle.

## Bildung und Fundorte
An seiner Typlokalität in der Skaergaard-Intrusion fand sich Skaergaardit in tholeiitischem Gabbro, wo er in Paragenese mit Plagioklas, Klinopyroxen, Orthopyroxen, Ilmenit, titanhaltigem Magnetit, Fayalit sowie als Akzessorien mit verschiedenen Chloriten, Ferrosaponit, Hornblende, Aktinolith, Epidot, Calcit, Ankerit, Apatit und Baddeleyit.
Außer an seiner Typlokalität und im nahe gelegenen Platinova-Riff in Grönland konnte Skaergaardit bisher nur noch in der Lagerstätte Marathon im Coldwell-Komplex und am sogenannten Fundpunkt Anaconda im Gebiet des Seeley Lakes bei Thunder Bay in der kanadischen Provinz Ontario, in der polymetallischen Lagerstätte Kirakkajuppura in der finnischen Region Lappland, in der Umgebung von Korydallos am Pindos in der griechischen Region Epirus sowie im Kondjor-Massiv des Aldanhochlandes in Fernen Osten und im Fedorovo-Pansky-Massiv in der Oblast Murmansk von Russland gefunden werden.